# Jane Wilde
Jane Frances Agnes Elgee, també coneguda com a Lady Jane Wilde o Speranza, (27 de desembre de 1821 - 3 de febrer de 1896) va ser una poetessa irlandesa.

## Biografia
Jane era la filla menor de Sarah i de Charles Elgee (1783-1824), un advocat del Comtat de Wexford. La seva família va arribar a Irlanda des d' Itàlia al segle xviii.
Es desconeixen els detalls de la seva educació, però se sap que dominava diverses llengües. Va publicar traduccions d'autors alemanys (J. W. Meinhold, Sidonia the Sorceress, 1849) i francesos (Alphonse de Lamartine, Pictures of the first French revolution, 1850, i The Wanderer and his home, 1851). A més de traduccions en llatí i grec, probablement dominava també l'italià, espanyol, polonès, rus i irlandès. El 1846 va començar a publicar prosa com John Fanshawe Ellis i poesia com Speranza en el periòdic nacionalista The Nation. Va ser una lluitadora per la causa de l'independentisme irlandès, la qual cosa va influir molt en el seu fill, Oscar Wilde.